# 𝼍
Cette page contient des caractères spéciaux ou non latins. S’ils s’affichent mal (▯, ?, etc.), consultez la page d’aide Unicode.
T culbuté bouclé, 𝼍, est une lettre additionnelle latine utilisée comme symbole phonétique par Douglas Beach. Il est composé d’un t culbuté ‹ ʇ › avec une boucle.

## Utilisation
Douglas Beach utilise le t culbuté bouclé pour représenter un clic dental nasalisé, [ɴ͡ǀ] ou [ᶰǀ], aussi noté [ᶰʇ] avant 1989 dans l’alphabet phonétique international.

## Représentations informatiques
Le t culbuté bouclé peut être représenté avec les caractères Unicode suivants :
| formes  | représentations | chaînes de caractères | points de code | descriptions     |
| ------- | --------------- | --------------------- | -------------- | ---------------- |
| symbole | 𝼍               | 𝼍                     | U+1DF0D        | t culbuté bouclé |